# Tháp Hà Nội

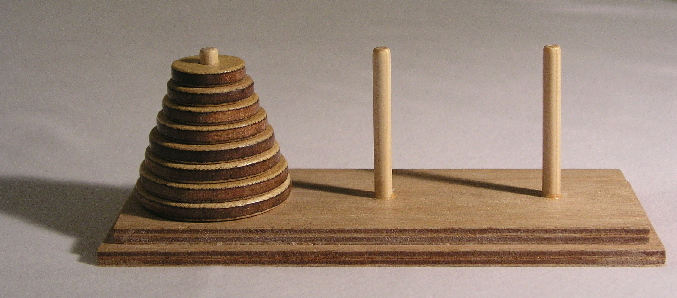
Một bộ mẫu của Tháp Hà Nội

Tháp Hà Nội là một trò chơi toán học. Tên gọi của trò chơi này gắn liền với yếu tố Việt Nam.

## Luật chơi

Bìa hộp đựng những trò chơi Tháp Hà Nội được Pháp sản xuất lần đầu.

Dạng thường gặp nhất của trò chơi này gồm một bộ các đĩa kích thước khác nhau, có lỗ ở giữa, nằm xuyên trên ba cái cọc. Bài toán đố bắt đầu bằng cách sắp xếp các đĩa theo trật tự kích thước vào một cọc sao cho đĩa nhỏ nhất nằm trên cùng, tức là tạo ra một dạng hình nón. Yêu cầu của trò chơi là di chuyển toàn bộ số đĩa sang một cọc khác, tuân theo các quy tắc sau:
- Chỉ có 3 cột để di chuyển.
- Một lần chỉ được di chuyển một đĩa (không được di chuyển đĩa nằm giữa).
- Một đĩa chỉ có thể được đặt lên một đĩa lớn hơn (không nhất thiết hai đĩa này phải có kích thước liền kề, tức là đĩa nhỏ nhất có thể nằm trên đĩa lớn nhất).

## Lịch sử
Trò chơi Tháp Hà Nội có thể đã xuất hiện ở Đông Á từ thế kỷ 19 hoặc trước đó. Các đĩa được làm bằng sứ ở Trung Quốc, Nhật Bản và Việt Nam.
Trò chơi này được đưa sang phương Tây lần đầu bởi nhà toán học người Pháp Edouard Lucas vào năm 1883.
Trò chơi này nhanh chóng được các nhà toán học nghiên cứu sau đó, và trở thành ví dụ về phương pháp giải đệ quy kinh điển trong dạy học và tin học. Số lượng nước đi tối thiểu để giải Tháp Hà Nội là {\displaystyle 2^{n}-1} nước đi, với {\displaystyle n} là số đĩa.

## Văn học

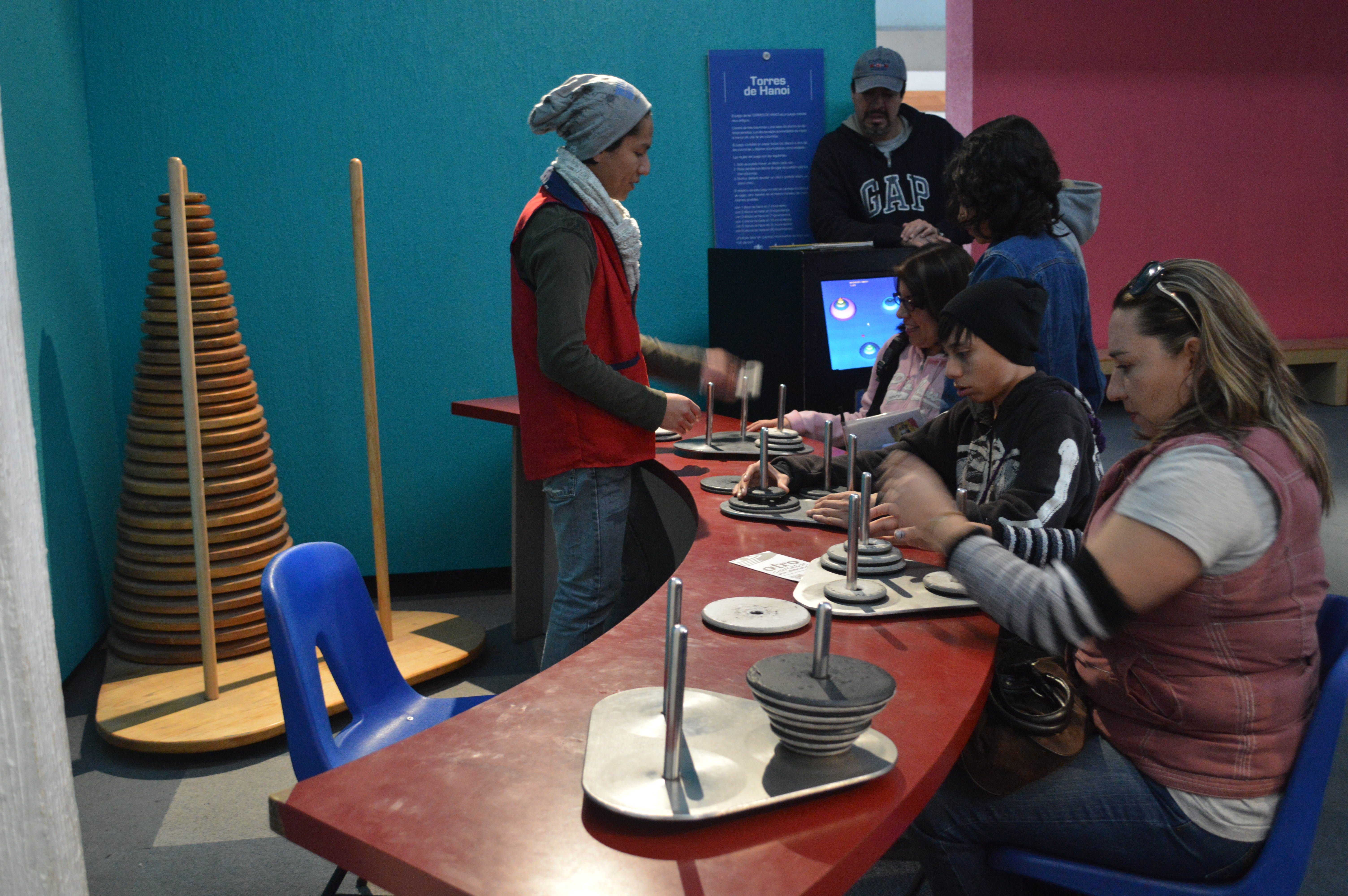
Khách tham quan tương tác tại Universum, Bảo tàng Khoa học của Đại học Tự trị Quốc gia Mexico

Trong truyện khoa học viễn tưởng cổ điển Now Inhale (Hít vào nào) của Eric Frank Russell (trong Astounding Science Fiction tháng 4 năm 1939, cũng như trong nhiều tuyển tập văn học khác), có một người anh hùng là tù nhân trên một hành tinh nơi mà luật địa phương bắt tù nhân chơi một trò chơi đến khi thắng hay thua thì thôi, sau đó sẽ tiến hành hành quyết ngay. Người anh hùng được biết là chỉ được chơi trong ngục với các thiết bị đơn giản tuân thủ luật chơi đã được định rõ trước khi chơi và không thể thay đổi được nữa khi trò chơi đã bắt đầu, và trò chơi có điểm kết thúc hữu hạn. Trò chơi và cuộc hành quyết sau đó sẽ được truyền hình khắp hành tinh, và xem người tù vô vọng cố gắng vật lộn với trò chơi càng lâu càng tốt là một thứ giải trí thật hấp dẫn; kỷ lục trước đây là mười sáu ngày. Người anh hùng đã tính toán rằng một con tàu giải cứu có thể mất cả năm hoặc hơn mới đến nơi được nên đã chọn chơi trò Tháp Hà Nội với 64 đĩa để đợi con tàu đến cứu. Khi dân địa phương nhận ra điều đó, họ rất tức tối nhưng theo luật chơi thì không thể làm gì được. Có lẽ họ sẽ thay đổi luật chơi đối với những tù nhân tương lai.

## Cách giải thực tế

(Trên) Lời giải cho 3 đĩa. (Dưới) Lời giải cho 4 đĩa.

Tái tạo lại trang trong phần này để xem sự tương quan giữa hai lời giải.

Nhiều cách giải đã được phát triển trong bài toán tháp Hà Nội. Ở đây giới thiệu một cách chơi thực tế.
Lần lượt di chuyển đĩa 1 và một trong những đĩa lớn hơn. Nếu có hai đĩa lớn hơn thì phải chuyển đĩa nhỏ lên đĩa lớn. Khi chuyển một đĩa số lẻ, luôn chuyển nó một cọc theo chiều kim đồng hồ; khi chuyển một đĩa số chẵn, luôn chuyển nó một cọc ngược chiều kim đồng hồ.
Một cách dễ hơn để nhớ cách giải là chú ý đĩa nhỏ nhất sẽ được chuyển mỗi lần di chuyển thứ hai, và luôn được chuyển theo cùng chiều. Trong các lần chuyển đĩa nhỏ nhất, chỉ có một lần chuyển hợp lệ mà không phải chuyển đĩa nhỏ nhất thêm một lần nữa.

## Cách giải khác
Mục đích của bài toán là thực hiện được yêu cầu của trò chơi. Dạng bài toán thông dụng nhất là: "Người chơi được cho ba cái cọc và một số đĩa có kích thước khác nhau có thể cho vào các cọc này. Ban đầu sắp xếp các đĩa theo trật tự kích thước vào một cọc sao cho đĩa nhỏ nhất nằm trên cùng, tức là tạo ra một dạng hình nón. Người chơi phải di chuyển toàn bộ số đĩa sang một cọc khác, tuân theo các quy tắc sau:
- một lần chỉ được di chuyển một đĩa
- một đĩa chỉ có thể được đặt lên một đĩa lớn hơn (không nhất thiết hai đĩa này phải có kích thước liền kề, tức là đĩa nhỏ nhất có thể nằm trên đĩa lớn nhất)".

Bài toán này có lời giải chính xác. Tuy nhiên các mở rộng cho trường hợp có nhiều hơn ba cọc cho đến nay vẫn chưa được giải cặn kẽ.
Đa số các trò chơi dạng này có 8 đĩa. Đối với người mới chơi thì có vẻ khó nhưng thật ra thuật giải của nó hết sức đơn giản:

#### Thuật giải đệ quy
- đặt tên các cọc là A, B, C -- những tên này có thể chuyển ở các bước khác nhau (ở đây: A = Cọc Nguồn, B = Cọc Trung Gian, C = Cọc Đích)
- gọi n là tổng số đĩa
- đánh số đĩa từ 1 (nhỏ nhất, trên cùng) đến n (lớn nhất, dưới cùng)

Để chuyển n đĩa từ cọc A sang cọc C thì cần:
1. chuyển n-1 đĩa từ A sang B. Chỉ còn lại đĩa n trên cọc A
2. chuyển đĩa n từ A sang C
3. chuyển n-1 đĩa từ B sang C cho chúng nằm trên đĩa n

Phương pháp trên được gọi là thuật giải đệ quy: để tiến hành bước 1 và 3, áp dụng lại thuật giải cho n-1.
Toàn bộ quá trình là một số hữu hạn các bước, vì đến một lúc nào đó thuật giải sẽ áp dụng cho n = 1. Bước này chỉ đơn giản là chuyển một đĩa duy nhất từ cọc A sang cọc C.

##### Giải thích thuật giải

(Trên) Lời giải cho 3 đĩa. (Dưới) Lời giải cho 4 đĩa.

Tái tạo lại trang trong phần này để xem sự tương quan giữa hai lời giải.

Sau đây là dạng dễ xem hơn của thuật giải này:
1. chuyển đĩa 1 sang cọc C
2. chuyển đĩa 2 sang cọc B
3. chuyển đĩa 1 từ C sang B sao cho nó nằm lên 2

Vậy ta hiện có 2 đĩa đã nằm trên cọc B, cọc C hiện thời trống
1. chuyển đĩa 3 sang cọc C
2. lặp lại 3 bước trên để chuyển 1 & 2 cho nằm lên 3

Mỗi lần dựng xong tháp từ đĩa i đến 1, chuyển đĩa i+1 từ cọc A là cọc xuất phát, rồi lại di chuyển tháp đã dựng lên đĩa i+1.

#### Giải thuật bằng biểu diễn nhị phân
Các vị trí đĩa có thể xác định được trực tiếp từ biểu diễn nhị phân của số thứ tự di chuyển (cơ số 2 với một chữ số cho mỗi đĩa) trong đó các dãy 1 và các dãy 0 tượng trưng cho các dãy các đĩa liền nhau trên cùng cọc, và mỗi khi chữ số có thay đổi thì đĩa kế tiếp sẽ dời sang trái hay phải một cọc (hay chuyển sang cọc ngoài cùng phía đối diện). Chữ số ở đầu đại diện cho đĩa lớn nhất và nếu là chữ số 0 thì có nghĩa là đĩa lớn nhất không dời khỏi cọc xuất phát và ngược lại. Đặt các chữ số 1 và 0 luân phiên bên dưới các chữ số của một bước chuyển cho phép biết được di chuyển theo một chiều khi nó hợp với chữ số của bước chuyển tại nơi chữ số thay đổi và theo chiều kia khi nó không hợp. Do đó bước chuyển 00000000... có nghĩa là đặt 8 đĩa lớn nhất lên cọc ban đầu, bước chuyển 11111111... có nghĩa là đặt chúng lên cọc cuối cùng, và bước chuyển 11011000... có hai đĩa lớn nhất trên cọc đích, đĩa tiếp theo trên cọc xuất phát, hai đĩa tiếp theo ở cọc trung gian, và ba đĩa tiếp theo nữa trên cọc xuất phát, bất kể có thêm bao nhiêu chữ số đại diện các đĩa nhỏ hơn. Ta có thể dễ dàng tính được các vị trí của các đĩa trong một bộ tám mươi đĩa sau một số các bước tiến, nếu giới hạn đủ lớn để chứa nó. Việc dùng phương pháp đệ quy cho trường hợp tám mươi đĩa như thế này có thể không thực tế.

### Ứng dụng
Tháp Hà Nội là một bài toán thường được dùng để dạy về lập trình cơ bản. Một phiên bản bằng hình của bài toán này được lập trình trong chương trình soạn thảo emacs, có thể truy cập được bằng cách gõ M-x hanoi. Ngoài ra cũng có một thuật giải mẫu viết bằng ngôn ngữ Prolog.
Bài toán Tháp Hà Nội thường được dùng trong nghiên cứu tâm lý về cách giải quyết vấn đề. Cũng có những biến thể khác của bài toán này gọi là Tháp Luân Đôn dùng trong chẩn đoán và điều trị thần kinh tâm lý đối với các chức năng thực hành.

### Trường hợp bốn cọc trở lên
Mặc dù thuật giải tương đối đơn giản, bài toán với n đĩa sẽ cần ít nhất 2n-1 lần di chuyển. Tuy nhiên với số lượng Cọc nhiều hơn 3 thì vẫn chưa biết được sẽ cần ít nhất bao nhiêu lần di chuyển để giải bài toán. Do vậy việc áp dụng bước tiến dãy (tiếng Anh sequential advancement) để xác định vị trí của một số lượng lớn các đĩa trên ba cọc sau một số lớn tuỳ ý các bước tiến là không thực tế. Lời giải tối ưu cho bài toán Tháp Hà Nội với bốn cọc hay nhiều hơn vẫn còn là một bài toán mở. Đây là một ví dụ tiêu biểu cho thấy một bài toán đơn giản, có thể giải được vẫn có thể trở thành khó hơn rất nhiều bằng cách hơi nới lỏng một số ràng buộc của nó.
Mặc dù không biết được chính xác cần bao nhiêu lần di chuyển, có thể có một vài kết quả tiệm cận. Có một "lời giải được coi như tối ưu" có thể áp dụng một cách đệ quy để tìm một lời giải–xem giải thích cũng như một vài biến thể của bài toán bốn cọc trong bài khảo sát của Paul Stockmeyer (tiếng Anh).
Mặc dù với số đĩa nhỏ thử nghiệm trên máy tính thì "lời giải được coi như tối ưu" này là thực sự tối ưu, nhưng nó vẫn chưa có một chứng minh tổng quát để coi là thực sự tối ưu. Tuy nhiên, những kết quả nghiên cứu trong năm 2004 Lưu trữ ngày 5 tháng 9 năm 2005 tại Wayback Machine (tiếng Anh) đã cho thấy lời giải được coi như tối ưu phải nằm trong cùng độ lớn với lời giải tối ưu.